# Danza porca
Danza porca es una película argentina dirigida por Mariano Manzur y protagonizada por Ulises Dumont y María Abadi. Fue estrenada el 3 de diciembre de 2009.

## Sinopsis
La historia de un grupo de pacientes de un asilo de enfermos mentales, El Dr. Brhams contrata una joven enfermera para que lo ayude, pero las buenas intenciones de ella y su espíritu benefactor se enfrenta con los métodos imprudentes del Dr. Brhams.

## Reparto
- María Abadi como Marita
- Ulises Dumont como Dr. Brhams